# Heimaufsicht
Heimaufsicht ist die Überwachung von Heimen für ältere, volljährige pflegebedürftige oder volljährige behinderte Menschen durch eine staatliche Stelle daraufhin, ob das Heim die Anforderungen des Heimgesetzes (HeimG) bzw. seiner landesrechtlichen Nachfolgeregelungen an den Betrieb eines Heimes erfüllt (z. B. Altenheim, Pflegeheim). Umgangssprachlich wird meist die die Heimaufsicht durchführende Behörde selbst auch als Heimaufsicht bezeichnet.

## Zuständigkeiten, Aufbau, Ausstattung
Welche Behörde für die Durchführung der Heimaufsicht zuständig ist, variiert von Bundesland zu Bundesland. Während es in Bayern insgesamt 96 Heimaufsichtsbehörden gibt, nämlich die Landratsämter in den Landkreisen und die Stadtverwaltungen in den kreisfreien Städte, liegt die Zuständigkeit im Saarland und in Berlin jeweils bei nur einer einzigen Behörde.
Generell lassen sich bundesweit zwei Organisationsweisen der Behörden unterscheiden, eine Art Ländermodell in zehn Bundesländern und kreis- und gemeindenahe Modelle (Kommunalverwaltungen) in sechs Bundesländern.
A) Ländermodell

Die Heimaufsicht ist direkt bei der obersten Landesbehörde, dem Sozialministerium, angesiedelt (Saarland und Bremen).

Die Heimaufsicht gehört zu einer Landesoberbehörde, z. B. Landesversorgungsamt, so in Brandenburg, Hessen, Rheinland-Pfalz, Sachsen-Anhalt und Thüringen. In Berlin ist es das Landesamt für Gesundheit und Soziales.

In Hamburg sind die Bezirksämter die durchführenden Behörden, ähnlich wie in Sachsen die Regierungspräsidien.

B) Kreis- und gemeindenahe Modelle
Baden-Württemberg, Bayern, Mecklenburg-Vorpommern, Niedersachsen, Nordrhein-Westfalen und Schleswig-Holstein lassen Kreisämter prüfen. In Niedersachsen besteht die Besonderheit, dass daneben die stationären Einrichtungen der Behindertenhilfe separat der Aufsicht der Landesbehörde Landesamt für Soziales, Jugend und Familie unterliegen.
Die personelle Ausstattung der Heimaufsichten variiert ebenfalls sehr stark. Es wäre wahrscheinlich sinnvoll Kennziffern pro Tausend Einwohner oder pro 1000 versorgte Menschen in den Institutionen als Vergleichsgröße zu erheben. Das ist bisher nicht der Fall. Bei einem Vergleich pro 100 zu prüfenden Einrichtungen (die ja sehr unterschiedlich groß sein können), führte Niedersachsen mit 13,7 Vollzeitstellen in den Ämtern vor allen Bundesländern bis hin zu Sachsen mit nur 1,5 Stellen (FfG-Erhebung 2003).

## Art der Prüfungen
Die Heimaufsichtsbehörde prüft jedes Heim grundsätzlich mindestens einmal im Jahr. Sie kann in größeren Abständen prüfen, wenn Zertifikate unabhängiger Sachverständiger vorliegen. Etwa zwei Drittel der „Besuche“ waren solche wiederkehrenden Prüfungen und ein Drittel waren anlassbezogene Prüfungen (Zahlen nach der ersten bundesweiten Erhebung über die Arbeitsweise der Behörden (2002; siehe Literatur)).
Prüfungen können jederzeit angemeldet oder unangemeldet erfolgen.
Zur Verbesserung der Zusammenarbeit bilden Heimaufsicht, Medizinischer Dienst der Krankenversicherung (MDK), Pflegekassen und Sozialhilfeträger Arbeitsgemeinschaften, in denen sie ihre Arbeit so weit wie möglich miteinander abstimmen.
Die häufigsten festgestellten Mängel bei Heimbegehungen in Pflegeheimen betreffen Pflegedokumentation, Personaldefizite, Mängel in der Organisation der Einrichtungen (Führungsprobleme, Dienstplangestaltung und interne Kommunikation). Etwas weniger häufig wurden Hygiene-, bauliche und Pflegemängel wie Probleme in der Medikamentenversorgung, schlechter Umgang mit Bewohnern, Vernachlässigung und Defizite bei Ernährung bzw. Flüssigkeitsversorgung genannt. Rechtliche Unregelmäßigkeiten, die moniert werden, betreffen oft Heimverträge (z. B. Entgeltregelungen, nichtige Vertragsklauseln).
Der Heimaufsicht stehen bei festgestellten Mängeln verschiedene ordnungsrechtliche Eingriffsmöglichkeiten zur Verfügung. Das sind zunächst die Anordnungen, etwas innerhalb einer Frist zu ändern, danach die Geldbußen nach (§ 21 HeimG). Weiterhin haben die Behörden die Möglichkeit zur Untersagung der Betriebe oder zu Beschäftigungsverboten für einzelne ungeeignet erscheinende Angestellte. Nach dem 1. Bundesbericht vom 15. August 2006 waren dies im Berichtszeitraum unter 1.000 Anordnungen, Beschäftigungsverbote in 19 Fällen, Untersagungen in 91 Fällen sowie ca. 200 Ahndungen von Ordnungswidrigkeiten (bmfsfj).

## Änderungen, Landesrechtliche Bestimmungen
Durch den Übergang des Heimrechts in die Gesetzgebungskompetenz  der Länder im Rahmen der Föderalismusreform seit August 2007 nach Art. 74 Abs. 1 Nr. 7 des Grundgesetzes ist evtl. mit Änderungen der Zuständigkeiten und Aufgaben zu rechnen.